# Їржі Ліптак
Їржі Ліптак (чеськ. Jiří Lipták, нар. 30 березня 1982, Брно, Чехія) — чеський стрілець, олімпійський чемпіон 2020 року.

## Виступи на Олімпіадах
| Олімпіада   | Дисципліна | Місце |
| ----------- | ---------- | ----- |
| Лондон 2012 | трап       | 18    |
| Токіо 2020  | трап       | 1     |
| Париж 2024  | трап       | 18    |